# Sassi di Matera
Sassi di Matera là hai quận (Sasso Caveoso và Sasso Barisano) của thành phố Matera, Basilicata của Ý, nổi tiếng với những ngôi nhà hang động cổ xưa.
"Sassi" đã được Fodor's mô tả là "một trong những cảnh quan độc đáo nhất ở châu Âu".

## Lịch sử

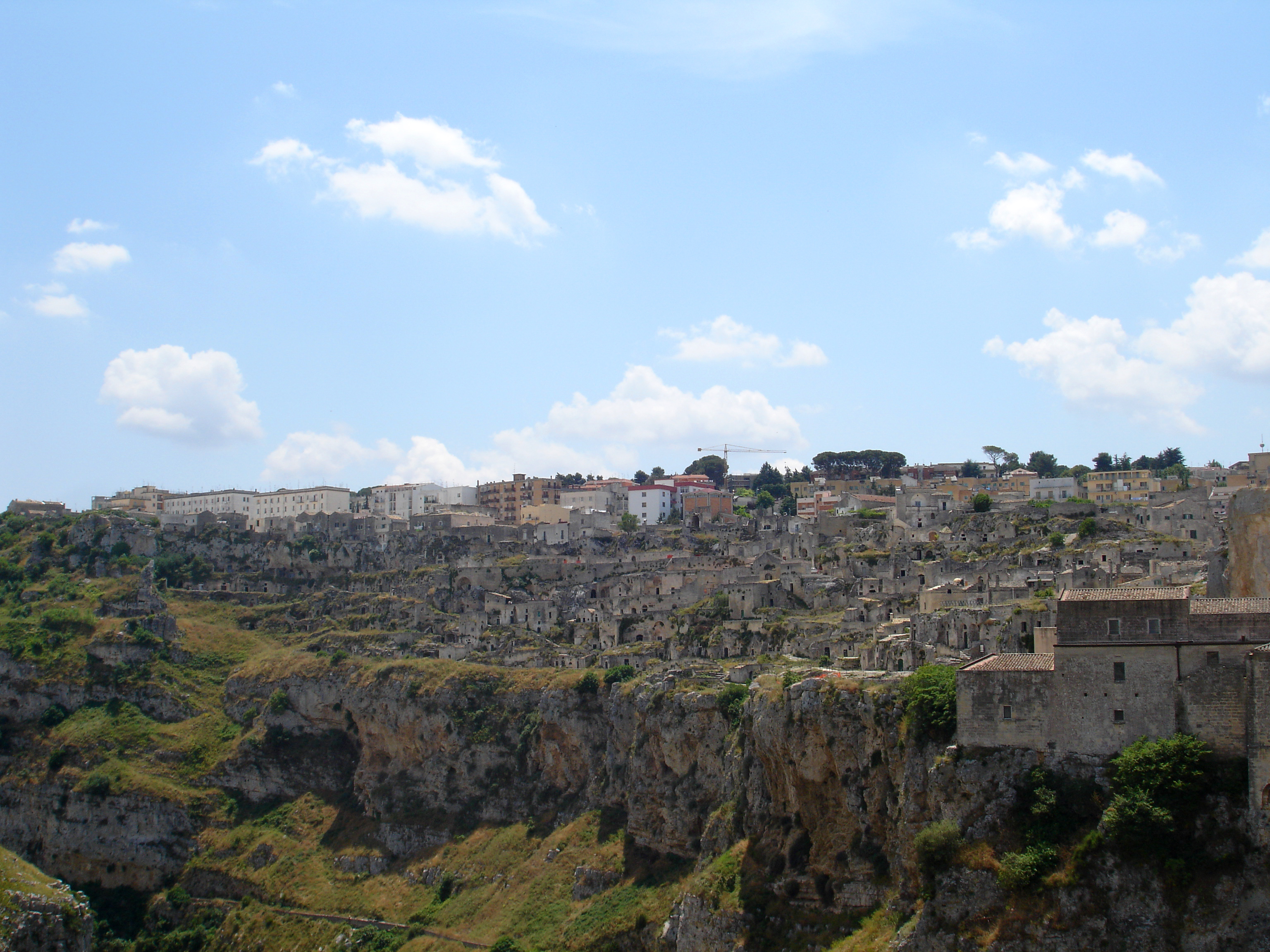
Nhìn từ hẻm núi (Gravina)

Sassi bắt nguồn từ một khu định cư trong hang động thời tiền sử và bị nghi ngờ là một trong những khu định cư đầu tiên của con người ở Ý. Có bằng chứng cho thấy mọi người sống ở đây sớm nhất là vào năm 7000 trước Công nguyên.
Sassi là những ngôi nhà được đào vào đá cancarenit, đặc trưng của Basilicata và Apulia, được gọi tên địa phương là "tufo" mặc dù nó không phải là đá tuff hay tufa núi lửa. Các đường phố ở một số khu vực của Sassi thường chạy trên các ngôi nhà khác. Thị trấn cổ phát triển trên một sườn dốc của khe núi được tạo ra bởi con sông mà bây giờ chỉ còn là một dòng suối nhỏ. Khe núi có tên địa phương là "La Gravina". Thuật ngữ Sasso bắt nguồn từ tiếng Latin saxum, có nghĩa là một ngọn đồi, tảng đá hoặc tảng đá lớn.
Trong những năm 1950, chính phủ Ý di rời phần lớn dân số tại đây đến các thành phố hiện đại và phát triển hơn. Bên cạnh nghèo đói và bệnh dịch sốt rét, thì tại đây còn có lối sống không lành mạnh với những mối quan hệ vô nhân đạo. Tuy đã được từng bước hiện đại dưới thời Alcide De Gasperi nhưng Fodor đã mô tả là cuộc sống truyền thống của họ vẫn tiếp tục như vậy. Matera là nơi duy nhất trên thế giới mà mọi người dân tự hào vẫn sống trong cùng một ngôi nhà của tổ tiên của họ cách đây 9.000 năm.
Cho đến cuối những năm 1980, đây được coi là một khu vực nghèo đói, vì nhiều trong số những ngôi nhà này không thể ở được, mặc dù nó vẫn còn tồn tại. Chính quyền địa phương hiện tại định hướng nơi đây theo hướng du lịch, và nó đã thúc đẩy sự tái sinh của Sassi với sự trợ giúp của Liên minh châu Âu, chính phủ Ý và tổ chức UNESCO. Ngày nay, Matera có rất nhiều doanh nghiệp, quán rượu và khách sạn sang trọng được mô tả trong một bài viết tháng 4 năm 2015 trên tờ The New Yorker.